# حمة الضواهرة (العرش)

تعديل مصدري - تعديل

حارة حمة الضواهرة هي إحدى حارات مدينة المصلى أحد مدن محافظة البيضاء، بلغ تعداد سكانها 136 نسمة حسب تعداد اليمن لعام 2004.